# Subcarpați
Subcarpați (Субкарпаць) — румунський хіп-хоп гурт із Бухареста. Виник в 2010 році з ініціативи MC Bean (Алексе Маріус Андрей), соліста Șuie Paparude. Гурт поєднує хіп-хоп із елементами румунської народної музики, намагаючись переінтерпретувати її популярні мотиви. Цей жанр часто називають "underground folklore". 
Навколо проєкту об'єдналися різні виконавці:Omu' Gnom (Raparta), DJ Limun з Timișoara, Mara, Dragonu' зі Specii, VJ Andri, DJ Power Pe Vinil, Esqu, Argatu' та інші. Назва гурту пов'язана з Румунськими Карпатами.

## Дискографія
Альбоми
- Subcarpați (2010)
- Underground Folclor (2012)
- Pielea de găină (2014)
- Satele Unite ale Balcanilor (2016)
- Zori (2018)
- Asfințit (2018)
- De Ce N-ai Venit Aseară (2023)